# Oligosita spiniclavata
Oligosita spiniclavata är en stekelart som beskrevs av Lin 1994. Oligosita spiniclavata ingår i släktet Oligosita och familjen hårstrimsteklar. Inga underarter finns listade i Catalogue of Life.